# Hjälmstad sjömarker
Hjälmstad sjömarker är ett naturreservat i Föra socken i Borgholms kommun i Kalmar län.
Området är naturskyddat sedan 2001 och är 33 hektar stort. Reservatet består av betade sjömarker i öster och nyrestaurerade betesmarker i väster. 